# メモリースティックビデオ
メモリースティックビデオは、メモリースティックに映像コンテンツを記録・再生する規格の総称である。「メモリースティックビデオ形式」などとも呼ばれる。主に個人で撮影した映像コンテンツなどを扱う「メモリースティックビデオファイルフォーマット」と、デジタル放送を録画した番組など保護が必要な映像コンテンツを扱う「メモリースティックセキュアビデオファイルフォーマット」がある。なお、事実上の前身規格である「モバイルムービー形式」についても本項で詳述する。

## モバイルムービー形式

### 概要
モバイルムービー形式は、2003年にソニーが策定した、メモリースティック上で映像コンテンツを扱うアプリケーションフォーマットである。映像コーデックはMPEG-4 Advanced Simple Profile、音声はMPEG-4 AAC LCを使用し、フォーマットはAppleのQuickTimeコンテナを使用した。ソニーのテレビ「WEGA」やパーソナルコンピューター、専用のレコーダーなどでメモリースティックに録画し、PDA「CLIE」やモバイルムービー対応携帯電話などで視聴するというスタイルだった。著作権保護技術は取り入れられておらず、録画できるコンテンツはアナログテレビ番組などコンテンツ保護の必要ないものに限られる。
当初は順調に対応機器が広がったものの、PlayStation Portableの登場を契機に後述するメモリースティックビデオ形式に取って代わられ、登場からわずか1年で規格は打ち切りとなった。理由についてソニーは明言していないものの、セキュアコンテンツに対応するにあたってQuickTimeコンテナがApple製であることからソニーの著作権保護技術との整合性がとれなかった可能性や、ライセンス契約の問題が指摘されている。

### 対応機器
- テレビ（録画・再生対応）
  - KDE-P61/50/42HX2N
  - KDE-P61/55/50/42HX2
  - KDE-P42/37/32HV2
  - KDL-L32/26/23RX2
  - KDL-L42/32/28HX2
  - KD-36/32/28HR500, 28HR500B
- レコーダー（録画専用）
  - PEGA-VR100K
- モバイルビューアー（録画・再生対応）
  - MSV-A1
- CLIE（再生専用）
  - PEG-NX80V/73V/70V/60
  - PEG-NZ90
  - PEG-TG50
  - PEG-TH55/TH55DK
  - PEG-TJ37
  - PEG-UX50
- 携帯電話（再生専用）
  - NTTドコモ
    - SO506iC
    - SO505iS

  - au（KDDI／沖縄セルラー電話）
    - W21S
    - A5404S
- PC用変換ソフトウェア
  - ImageConverter 1.x

## メモリースティックビデオファイルフォーマット

### 概要
メモリースティックビデオファイルフォーマットは、2004年11月にソニーが策定した、メモリースティック上で映像コンテンツを扱うアプリケーションフォーマットである。「メモリースティックビデオフォーマット」とも呼ばれる。映像コーデックはMPEG-4 Advanced Simple ProfileおよびH.264/MPEG-4 AVC(Baseline Profile、Main ProfileおよびHigh Profile)、音声はMPEG-4 AAC LCを使用し、MP4をベースにuuid boxにコーデック情報などを付加した独自のコンテナフォーマットを使用する。H.264/MPEG-4 AVCは後から追加されたもので、機器によっては再生できない。
従来のモバイルムービー形式にとってかわる形でCLIEで採用され、その後PlayStation Portableの発売に伴い対応製品が増えていった。映像コーデックなどはモバイルムービー形式と共通の部分も多いが、ファイル配置などフォーマットが異なるため互換性はない。

### 対応機器
- CLIE（再生専用）
  - PEG-VZ90
- PlayStation Portable (PSP)
  - PSP-N1000 (PSP go)
  - PSP-3000
  - PSP-2000
  - PSP-1000
- PlayStation Vita (PS Vita)
  - PCH-2000
  - PCH-1000
- ウォークマン
  - NW-A800
  - NW-A910
  - NW-A820
  - NW-A840
  - NW-A850
  - NW-A860
  - NW-S710
  - NW-S610
  - NW-S730
  - NW-S630
  - NW-S740
  - NW-S640
  - NW-S750
  - NW-S760
  - NW-S770
  - NW-X1000
- パーソナルコミュニケーター「mylo」（AVC再生非対応）
  - COM-2
  - COM-1
- デジタルスチルカメラ「Cyber-Shot」
  - DSC-HX100V
  - DSC-HX9V
  - DSC-HX7V
  - DSC-HX5V
  - DSC-HX1
  - DSC-H55
  - DSC-TX100V
  - DSC-TX55
  - DSC-TX10
  - DSC-TX9
  - DSC-TX7
  - DSC-TX5
  - DSC-TX1
  - DSC-T900
  - DSC-T110
  - DSC-T99
  - DSC-T90
  - DSC-WX30
  - DSC-WX10
  - DSC-WX7
  - DSC-WX5
  - DSC-WX1
  - DSC-W570
  - DSC-W380
  - DSC-W350
  - DSC-W270
  - DSC-M2
  - DSC-M1
- ハードディスク搭載DVDレコーダー「スゴ録」
  - RDR-AX75
- ハードディスク搭載DVDレコーダー「PSX」
  - DESR-5500/7500（アップグレードでの対応）
  - DESR-5700/7700
- 携帯電話（再生専用）
  - au（KDDI／沖縄セルラー電話）
    - W44S
- メモリースティックビデオレコーダー
  - MSVR-A10
- PC用変換ソフトウェア
  - ImageConverter 2.0以降
- PC用再生ソフトウェア
  - Memory Stick Video Player

## メモリースティックセキュアビデオファイルフォーマット

### 概要
メモリースティックセキュアビデオファイルフォーマットは、2004年にソニーが策定した、メモリースティック上で映像コンテンツをセキュアに扱うためのアプリケーションフォーマットである。コンテンツ保護の仕様とあわせて「メモリースティックセキュアビデオフォーマット」と呼ばれる。コーデックやファイル構造といった基本仕様はメモリースティックビデオファイルフォーマットと共通である。その名の通り保護を必要とするコンテンツを扱うために策定されたものであり、コンテンツ保護技術としてMagicGate(MagicGate Type-R for Secure Video Recording)を採用している。
主に、PSPやVaioでのワンセグ番組録画や、ブルーレイディスクレコーダーなどからデジタル放送番組をメモリースティックへ転送するといった用途に用いられているが、過去にはSo-netのPSP向けのビデオ配信サービス、P-TVにも採用されていた。